# وانگ هایبین
وانگ هایبین (انگلیسی: Wang Haibin؛ زادهٔ ۱۵ دسامبر ۱۹۷۳) ورزشکار شمشیربازی اهل چین است.
وی در مسابقات کشوری و بین‌المللی در مجموع برندهٔ ۲ مدال نقره شده‌است.